# Skenderija
Die Skenderija (voller Name: Centar Skenderija Sarajevo) ist ein Kultur-, Sport- und Einkaufszentrum in der bosnisch-herzegowinischen Hauptstadt Sarajevo.
Es befindet sich in der Stadtgemeinde Sarajevo-Centar am Treffpunkt der Straßen Terezija und Skenderija am Südufer der Miljacka. Auf einer Fläche von 70.000 m² gibt es mehrere Mehrzweckhallen, in denen das ganze Jahr über verschiedene Sport- und Kulturveranstaltungen stattfinden. Zudem gibt es mit dem Privredni grad ein modernes Einkaufszentrum mit zahlreichen Geschäften und Restaurants.

## Geschichte
Aufgrund des Fehlens eines Ausstellungs- und Sportzentrums in der schnell wachsenden Stadt Sarajevo in den späten 1960er Jahren plante die Stadt den Bau des neuen Skenderija-Zentrums. Dieses wurde am 29. November 1969 mit einer Premiere des Films Die Schlacht an der Neretva eröffnet. Der Name Skenderija lässt sich von Skender Paša ableiten, der 1499 an der Stelle einen Markt errichten ließ. Seit der Eröffnung wurden in der Skenderija zahlreiche Sportveranstaltungen wie zum Beispiel die Tischtennisweltmeisterschaft 1973 oder die Basketball-Weltmeisterschaft 1970 ausgetragen.
Als Sarajevo 1977 zum Austragungsort der Olympischen Winterspiele 1984 ausgewählt wurde, stellten die Organisatoren fest, dass neben der Olympiahalle Zetra noch eine weitere Halle für die  Wettkämpfe im Eiskunstlauf und die Eishockeyspiele benötigt wurde. So begannen sie, die Skenderija zu einem hochmodernen Eissportzentrum umzubauen und zu erweitern. Zusätzlich war die Skenderija Sitz des internationalen Pressezentrums. Das Dom mladih (deutsch „Jugendhaus“) war vor dem Bosnienkrieg der modernste Jugendclub Jugoslawiens. Während des Kriegs brannte der Club aus. Das Hauptgebäude blieb zwar ohne größere Schäden, jedoch stand die Skenderija einige Zeit leer. Mit zahlreichen privaten Spenden fand von 2000 bis 2006 eine grundlegende Renovierung statt, die von der Stadtverwaltung im Jahr zuvor beschlossen wurde.
Nach heftigen Schneefällen im Zuge einer Kältewelle in Europa stürzte das Dach der Eishalle am 12. Februar 2012 unter der Last des Schnees ein. Das Dach wurde so konstruiert, dass es 100 kg pro m² tragen sollte, in dieser Zeit lag das Gewicht des Schnees bei ungefähr 160 kg pro m².
Zu Ehren von Mirza Delibašić, einem der besten Shooting Guards in der Geschichte des europäischen Basketballs, trägt die große Halle des Komplexes den Namen Mirza-Delibašić-Halle (serbisch Дворана Мирза Делибашић Dvorana Mirza Delibašić, englisch Mirza Delibašić Hall). Delibašić musste mit 29 Jahren seine Karriere aufgrund einer intrazerebralen Blutung beenden. Delibašić hatte gesundheitliche Probleme und starb 2001 mit 47 Jahren.

## Galerie

Blick auf die Skenderija
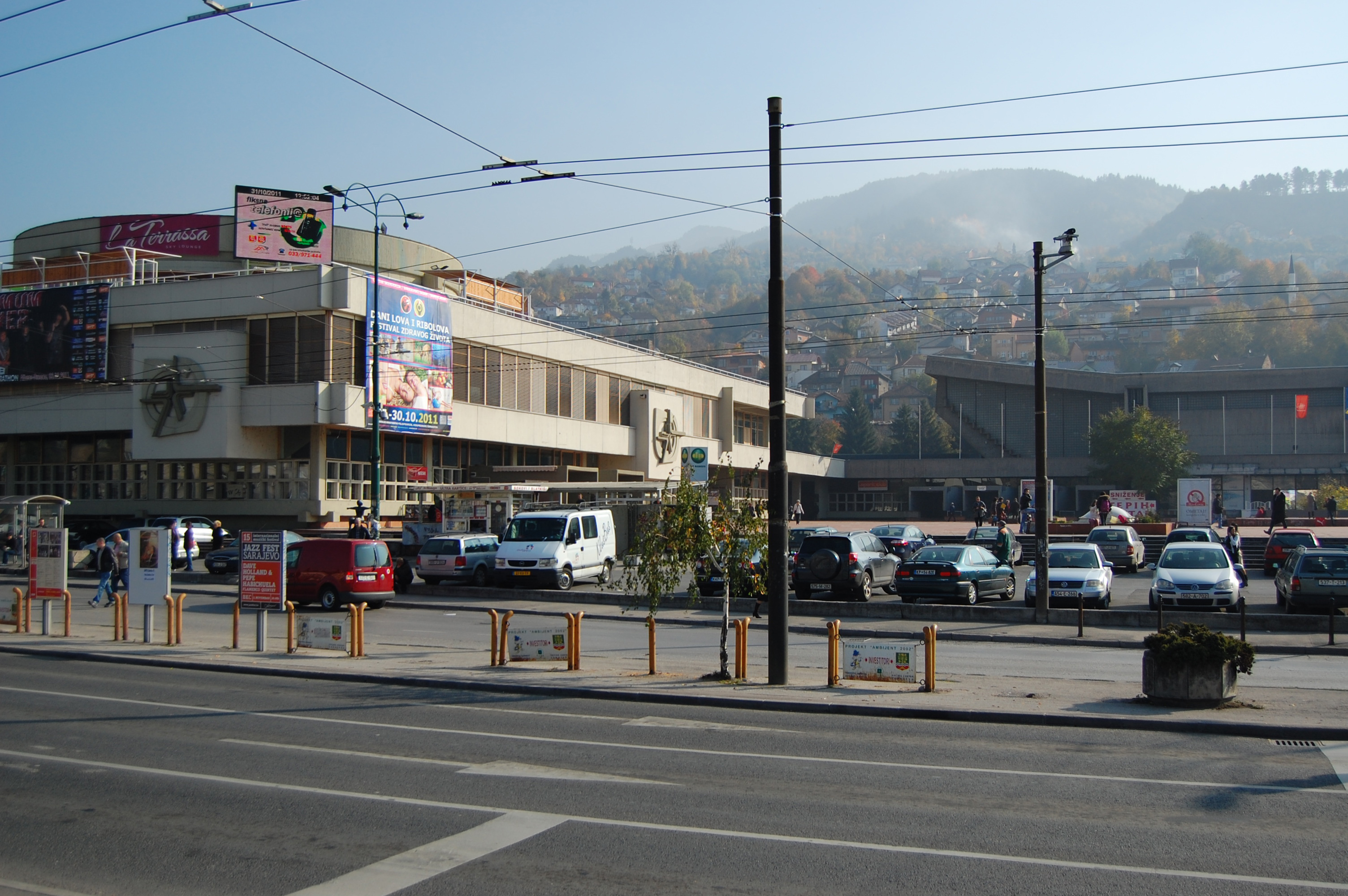
Ansicht von der Straße Skenderija aus
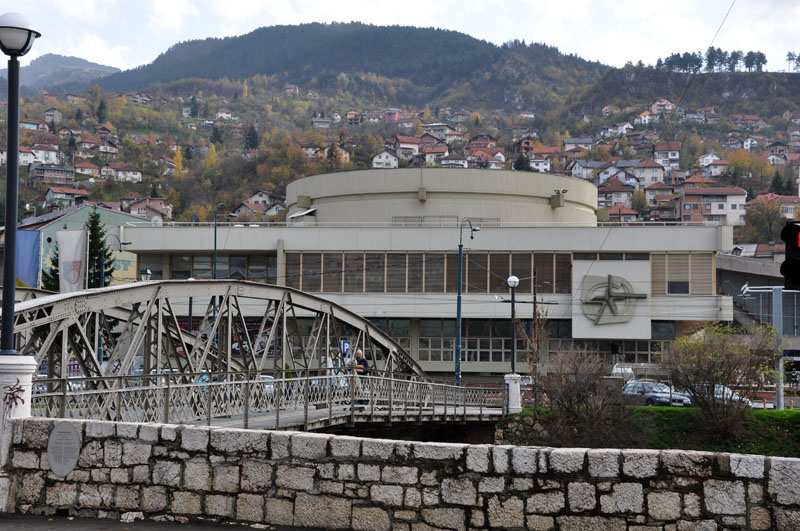
Dom mladih und die Skenderija-Brücke
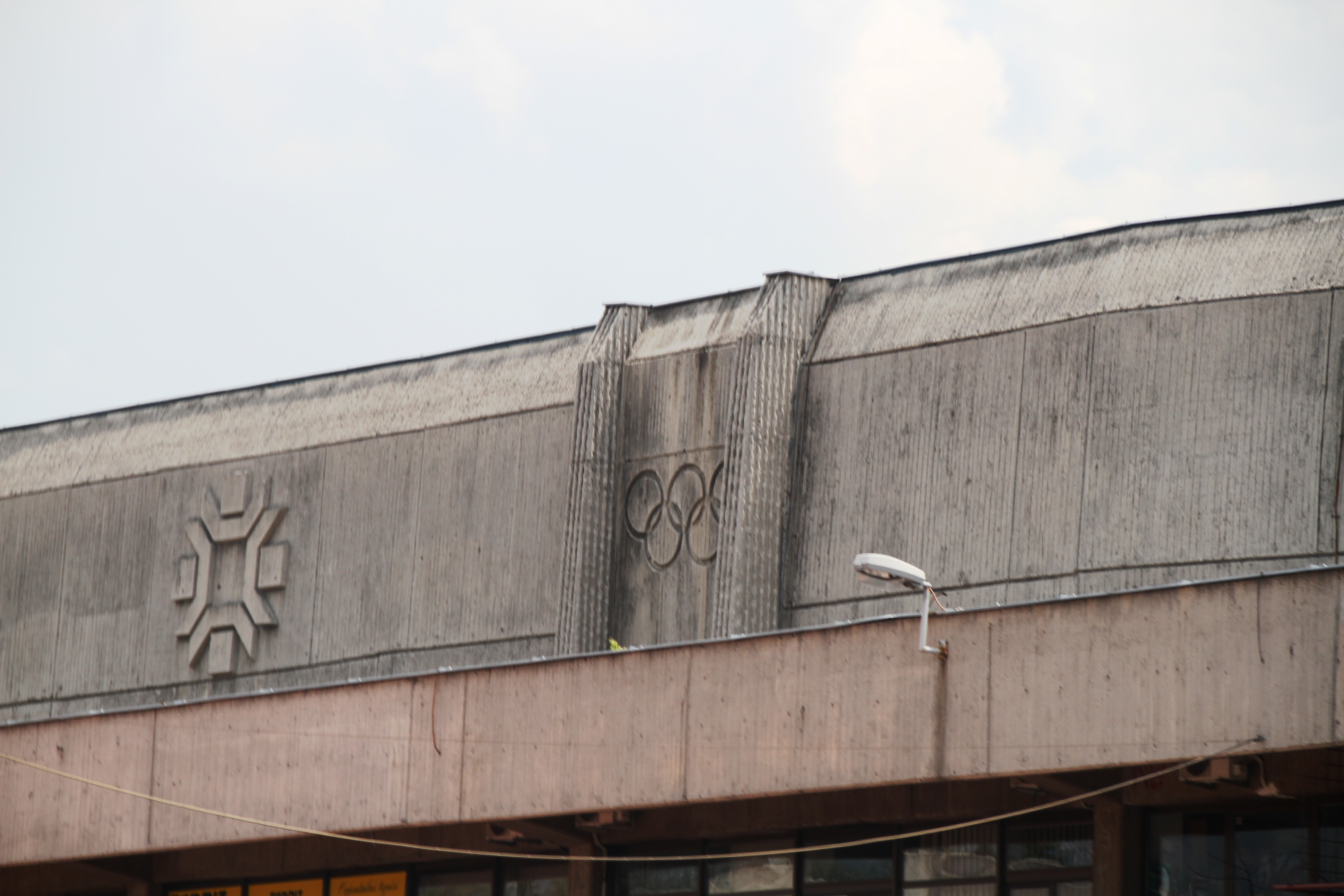
Olympia-Symbol an der Eishalle